# Le Petit Courrier l'Écho de la Vallée du Loir
Pour les articles homonymes, voir Le Petit Courrier.
 (octobre 2014).
Si vous disposez d'ouvrages ou d'articles de référence ou si vous connaissez des sites web de qualité traitant du thème abordé ici, merci de compléter l'article en donnant les références utiles à sa vérifiabilité et en les liant à la section « Notes et références ».
Le Petit Courrier l'Écho de la Vallée du Loir est un journal hebdomadaire d'information locale du groupe Publihebdos, créé en juillet 2011.
Paraissant le vendredi, il traite le sud de la Sarthe, le nord de l'Indre-et-Loire et le nord-ouest du Loir-et-Cher. Son siège social est situé au 10 avenue Jean Jaurès à Château-du-Loir (Sarthe).

## Histoire
Le Petit Courrier l'Echo de la Vallée du Loir est né de la fusion de deux journaux hebdomadaires en juillet 2011 : Le Petit Courrier du Val du Loir et L'Écho de la Vallée du Loir.
L'hebdomadaire Le Petit Courrier du Val du Loir (basé à Château-du-Loir) est paru pour la première fois le vendredi 11 mars 1949 (directeur de publication : Pierre Perrin). Il faisait suite au Journal de Château-du-Loir (hebdomadaire paru du samedi 30 mars 1861 au vendredi 4 août 1944). Quelques numéros sont parus ensuite sous la rédaction de la mairie avec pour titre Le Réveil Castélorien du vendredi 10 novembre au vendredi 8 décembre 1944.
Auparavant, le journal hebdomadaire initialement créé en 1858 avait pour nom : Annonces du Notariat, du commerce et de l'industrie, journal des cantons de Château-du-Loir, La Chartre et Mayet. Il est paru du samedi 27 février 1858 au samedi 23 mars 1861.
Le Petit Courrier du Val de Loir a été racheté par le groupe Publihebdos en août 2010.
L'hebdomadaire L'Écho de la Vallée du Loir (basé à La Chartre-sur-le-Loir) est paru pour la première fois le samedi 6 août 1898, il portait alors le nom de L'Écho de la Chartre-sur-le-Loir. Ce journal a été racheté en juillet 2011 par le groupe Publihebdos.

## Habilitation annonces légales
Il fait partie des journaux de presse écrite habilités à publier des annonces légales en Sarthe et des services de presse en ligne habilités pour la Sarthe et l'Indre-et-Loire,.

## Audiences
En 2016, la diffusion moyenne de ce titre est de 5 856 exemplaires par numéro, dont 5 763 exemplaires en diffusion payante.